# Martin Liška
Martin Liška (* 10. August 1976 in Brünn) ist ein ehemaliger slowakischer Bahnradsportler.
Martin Liška war ein Spezialist für das Zweier-Mannschaftsfahren (Madison), für Scratch und fuhr auch Sechstagerennen; in der Regel startete er gemeinsam mit seinem Landsmann Jozef Žabka. 2004 startete er bei den Olympischen Sommerspielen in Athen und belegte gemeinsam mit Jozef Zabka den 15. Rang.
2002 wurden Liška und Zabka Dritte im Madison bei den Bahneuropameisterschaften, 2004 Vize-Europameister. 1995 und 1996 gewann er den traditionsreichen Bahnradsportwettbewerb 500+1 Kolo in Brno. 2003 und 2004 belegten die beiden Fahrer Platz zwei beim Sechstagerennen von Turin, 2005 Dritte.

## Teams
- 2005 Dukla Trenčín
- 2006 Dukla Trenčín